# Ткаченко Василь Іванович
Васи́ль Іва́нович Ткаче́нко (нар. 10 липня 1921 — пом. 19 червня 1996) — радянський військовик, учасник Другої світової війни. Герой Радянського Союзу (1945).

## Життєпис
Народився 10 липня 1921 року в селі Бровковому, нині Новомиргородського району Кіровоградської області, в селянській родині. Українець. Закінчив 7 класів. Жив і працював у Макіївці.
До лав РСЧА призваний 23 травня 1940 року Макіївським МВК Сталінської області. Військову слубжу проходив у прикордонних військах у Прибалтиці. 1941 року закінчив окружну школу прикордонних військ НКВС.
Учасник німецько-радянської війни з 22 червня 1941 року. Воював на Західному, Воронезькому та 1-у Українському фронтах. Тричі був поранений.
Особливо командир 2-го мотострілецького батальйону 70-ї механізованої бригади 9-го механізованого корпусу 3-ї гвардійської танкової армії капітан В. І. Ткаченко відзначився в боях за Берлін. На чолі передового загону одним із перших увірвався до міста. У вуличних боях бійці під його командуванням знищили значну кількість живої сили і техніки супротивника, захопили військові трофеї й 340 полонених.
По закінченні війни працював в органах місцевого військового управління в Німеччині. У 1947 році закінчив Вищі стрілецько-тактичні курси удосконалення офіцерського складу «Постріл». Обіймав посаду начальника відділу Ленінградського обласного військового комісаріату. 4 червня 1974 року полковник В. І. Ткаченко вийшов у запас.
Мешкав у Ленінграді (з 1991 року — Санкт-Петербург), де й помер 19 червня 1996 року. Похований на сільському цвинтарі в Колтушах Всеволозького району Ленінградської області.

## Нагороди
Указом Президії Верховної Ради СРСР від 27 червня 1945 року за зразкове виконання бойових завдань командування на фронті боротьби з німецькими загарбниками та виявлені при цьому відвагу і героїзм, капітанові Ткаченку Василю Івановичу присвоєне звання Героя Радянського Союзу з врученням ордена Леніна і медалі «Золота Зірка» (№ 6583).
Також був нагороджений орденами Червоного Прапора (26.03.1945), Вітчизняної війни 1-го ступеня (11.03.1985), двома орденами Вітчизняної війни 2-го ступеня (27.04.1944, 08.08.1944), орденом Червоної Зірки (1955) і медалями.